# 伊勢市観光文化会館
伊勢市観光文化会館（いせしかんこうぶんかかいかん）は、三重県伊勢市岩渕一丁目にある多目的ホール。指定管理者の株式会社ケイミックスパブリックビジネスが管理する。略称は「観文」。2017年（平成29年）4月より命名権（ネーミングライツ）を導入し、シンフォニアテクノロジー 響ホール 伊勢（シンフォニアテクノロジー ひびきホール いせ）を愛称としている。

## 概要
- 敷地面積：5,583m2（内 駐車場：1,503m2）
- 建築面積：4,114m2
- 延床面積：7,840m2
- 4階建て
- 大ホール（舞台、客席、楽屋）、会議場7室、屋内駐車場（有料）などからなる。

## 沿革
- 1953年（昭和28年） - 伊勢会館（現会館の前身）が開館する[3]。
- 1970年（昭和45年） - 新たな会館を建設するため、伊勢会館を取り壊す。
- 1970年（昭和45年）8月25日 - 新会館の建設工事を着工する。
- 1971年（昭和46年）7月31日 - 建設工事が完了する。
- 1971年（昭和46年）8月25日 - 伊勢市観光文化会館として開館する。
- 1999年（平成11年）7月15日 - 全面改装工事を着工する。
- 1999年（平成11年）10月1日 - 改装工事のため、休館する[4]。
- 2001年（平成13年）3月5日 - 改装工事が完了、3月27日に竣工式を挙行する。
- 2001年（平成13年）4月1日 - 改装した会館が開館する[5]。
- 2006年（平成18年）4月1日 - 指定管理者制度を導入し、運営を特定活動非営利法人「まなびの広場」に委託する。
- 2017年（平成29年）4月1日 - 命名権を伊勢市内に工場を持つシンフォニア テクノロジーに売却し、「シンフォニアテクノロジー響ホール伊勢」の名称となる[1][2]。
- 2018年（平成30年）2月11日 - NHKのど自慢を開催・放送する[6][7]。
- 2019年（平成31年）4月1日 - 指定管理者が株式会社ケイミックスパブリックビジネスへと変更。

## 交通アクセス
- 近鉄山田線 宇治山田駅　徒歩 約1分
- JR東海参宮線・近鉄山田線 伊勢市駅　徒歩 約15分
- 三重交通バス「宇治山田駅前」停留所 下車 徒歩 約1分
- 伊勢自動車道 伊勢西インターチェンジ 北上 約1.9km
- 国道23号 小木町1交差点 南下 約2.6km
- 屋内有料駐車場 37台分 完備